# Joan Capella
Joan Capella i Arenas (Montcada i Reixac, Vallès Occidental, 27 d'octubre de 1927 - ibid., 31 d'octubre de 2005) va ser un pintor català.

## Biografia
El 1945, en plena joventut, és membre fundador de Tertúlia, grup que fins a la seva dissolució el 1957 dinamitza la vida cultural de Montcada i Reixac i rodalia.
Obté el primer premi de la seva carrera l'any 1953, a Barcelona, en guanyar el Premi Santa Dorotea de pintura en la modalitat de paisatge, cosa que li obre les portes d'institucions catalanes prestigioses, com ara el Reial Cercle Artístic de Barcelona i l'Ateneu Barcelonès.
Així comença una nombrosa sèrie d'exposicions, tant individuals com col·lectives, sobretot en l'àmbit català, però també en l'espanyol i l'internacional. El 1955 participa en la III Biennal Hispanoamericana d'Art. I és habitual dels Salons de Maig que s'organitzen a la capital catalana durant els anys cinquanta i seixanta. A mitjan anys setanta passa a formar part del grup de pintors de les Galeries Syra, a Barcelona, i l'any 1985 s'incorpora a la Sala Dalmau de Barcelona, especialitzada en l'Escola de París, on roman fins a la fi dels seus dies.
De bon principi la seva trajectòria artística revela diverses influències: Cézanne, Rouault, Picasso, Braque, Benjamín Palencia, Bores, Ortega Muñoz, Zabaleta; tots es reflecteixen visiblement en la seva pintura sense arribar a sotmetre-la. Partint d'aquest mestratge, Joan Capella aconsegueix un estil propi, una manera de fer disfressada d'una senzillesa aparent. A les seves obres, el tractament precís del color i la composició equilibrada de les formes transformen una realitat que, per mitjà de la seva mirada serena, esdevé silenciosa harmonia.
L'obra de Joan Capella ha estat comentada per nombrosos crítics d'art i personalitats rellevants del món de la cultura:
Àngel Marsà, Joan Cortés, Alberto del Castillo, Esteve Busquets Molas, Rafael Manzano, Néstor Luján, Ernesto Foyé, Lina Font, Rafael Santos Torroella, Xavier Fàbregas, Joan Perucho, Daniel Giralt-Miracle, Fernando Gutiérrez, Lluís Terricabres, Juan Ramón Masoliver, Modest Rodríguez-Cruells, Francesc Galí, Arnau Puig, Fernando Pueyo, Jaume Socias, Martín Costa, Manuel Llano Gorostiza, Maria Elena Morató, Josep Maresma i Pedragosa, Francesc Draper, M. Batalla, Conxita Oliver, J. Llop S., José Corredor-Matheos, Miquel Alzueta, Josep M. Cadena, Juan Antonio Masoliver Ródenas, Ramon Casalé, R. Villa, Àlex Mitrani, etc.
L'any 1990, comença la seva etapa com a professor de pintura al casal de cultura de l'Ajuntament de Montcada i Reixac.
És nomenat fill predilecte de Montcada i Reixac l'any 1997, essent la primera persona a qui es concedeix aquest privilegi.
Joan Capella mor el 31 d'octubre de 2005, quan acabava de complir 78 anys. Tres anys abans, el 2002, el ple de l'Ajuntament de Montcada i Reixac, havia aprovat, amb el beneplàcit de tots els grups municipals, l'acceptació d'un fons d'art amb part de l'obra de l'artista, amb el compromís de mantenir-ne la unitat, conservar-lo, exhibir-lo i promocionar-lo. Amb aquestes finalitats principals, però també amb l'objectiu de fomentar l'educació, la cultura i l'art, a principis de 2008 va començar el seu camí la Fundació Joan Capella.